# Explicação pragmática
Explicação pragmática em Filosofia da Ciência consiste em uma teoria da explicação conforme um modelo pragmático. As teorias da explicação tratam de analisar o que seriam respostas adequadas para sentenças com a partícula "por que", i.e., enunciados explanativos. Tradicionalmente entende-se que, de algum modo, uma resposta a uma pergunta a cerca de por que um evento ocorreu deve sustentar as causas suficientes, ou ao menos necessárias, que explicam o porquê de ter ocorrido tal evento no lugar de não ter ocorrido.  Particularmente do ponto de vista do pragmatismo filosófico, um modelo pragmático da explicação é composto por três termos: teoria, fato e contexto.

## Conceito
A ideia básica da explicação pragmática é a de que teorias (enquanto um conjunto de causas) é utilizada para explicar fatos, mas antes é preciso saber o contexto em que uma teoria deve ser aplicada, ademais, o contexto também seria esclarecedor sobre que tipo de causa se espera ver na resposta, se uma causa motora/eficiente ou uma causa final etc. A esse respeito, van Fraassen ilustra o modelo pragmático com o seguinte exemplo: suponha a seguinte pergunta: "Por que Adão comeu a maçã?". A depender do contexto, essa pergunta pode ser parafraseada de diferentes formas, relativamente à ênfase pressuposta no contexto, como "Por foi Adão (e não outra pessoa) que comeu a maça?", "Por que foi a maçã (e não outra coisa) que Adão comeu?" e "Quanto à maça, por que Adão a comeu (em vez de fazer qualquer outra coisa com ela)?" Todas essas paráfrases da pergunta inicial requerem respostas diferentes, com causas diferentes, e só se poderá optar por uma delas para se interpretar a pergunta inicial considerando o contexto em que ela se insere. A delimitação de um contexto requer, segundo van Fraassen, a delimitação de um tópico para a questão, uma classe de contraste que demarque um conjunto de elementos --- nos exemplos acima, um conjunto de pessoas como Adão, Eva etc. ou um conjunto de frutas como maça, banana etc. ou um conjunto de atos como comer, oferecer etc. --- e, por fim, uma relação de relevância, sendo a relação de relevância aquilo a respeito de que se pede uma razão.